# Aletta Ocean
Aletta Ocean (* 14. prosince 1987 Budapešť, Maďarsko) je profesní jméno maďarské pornoherečky sídlící v USA.
Má tmavé vlasy a velká umělá prsa velikosti 38DDD. Vedle umělých prsou, které si postupně nechala zvětšit do stávající velikosti podstoupila i plastiku nosu a rtů, aby dostala větší sytější rty. V roce 2006 se stala Maďarskou miss turistiky a o rok později nastoupila na svoji pornodráhu. Aletta Ocean se zaměřuje na sex s muži a ženami, masturbaci a další praktiky.